# Cesáreo Onzari
Cesáreo Onzari (Buenos Aires, 1 de fevereiro de 1903 — Buenos Aires, 7 de janeiro de 1960) foi um futebolista argentino que ganhou notoriedade por ser considerado o autor do primeiro gol olímpico da história do futebol.

## Carreira
Cesáreo iniciou sua carreira futebolística nas categorias de base do Sportivo Boedo. Antes de se profissionalizar, ainda passou pelas "canteras" do General Mitre. Em 1921, profissionalizou-se pelo Huracán, clube pelo qual jogaria o resto da carreira e faria história. Antes disso, porém, jogou, emprestado, durante 1 ano no Boca Juniors.

## Seleção Argentina
Foi com a camisa da Seleção Argentina que Cesáreo marcou o primeiro gol olímpico da historia. Além disso, ele defendeu as cores da seleção de seu país nos Campeonatos Sul-Americano de Futebol de  1923, 1924, sendo vice-campeão em ambos. Ao todo, jogou pela Seleção Argentina em 15 partidas e marcou 5 gols.

### O Primeiro Gol Olímpico da História

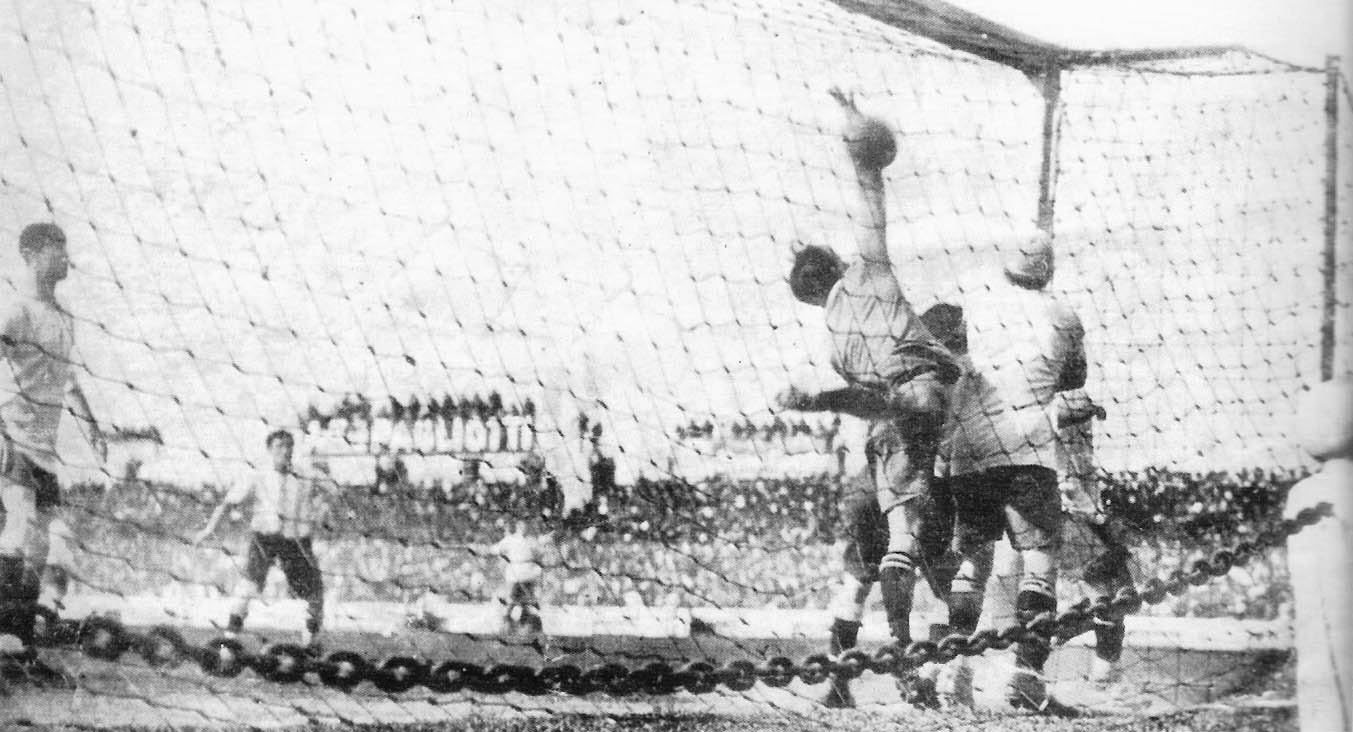
O gol do argentino Cesáreo Onzari no amistoso com o Uruguai, no estádio Sportivo Barracas, em 1924, é considerado o primeiro gol olímpico da história do futebol.

Em junho de 1924, a International Board modificou o artigo 11 das regras do futebol, autorizando pela primeira vez que um gol fosse marcado diretamente em cobrança de escanteio; ou seja, sem a necessidade de tocar em um outro jogador.
Em 2 de outubro de 1924, num jogo amistoso entre as seleções da Argentina e do Uruguai, em 2 de outubro, Cesáreo Onzari marcou o primeiro gol desta forma. Os argentinos chamaram o gol de olímpico para ironizar a seleção uruguaia, que havia ganho o torneio da Olimpíada de Paris.

## Conquistas
Huracán
- Campeonato Argentino de Futebol (4): 1921, 1922, 1925, 1928

### Campanhas de destaque
Seleção Argentina
- Vice-campeão do Campeonato Sul-Americano de Futebol (2): 1923 e 1924